# Dariusz Wieczorek

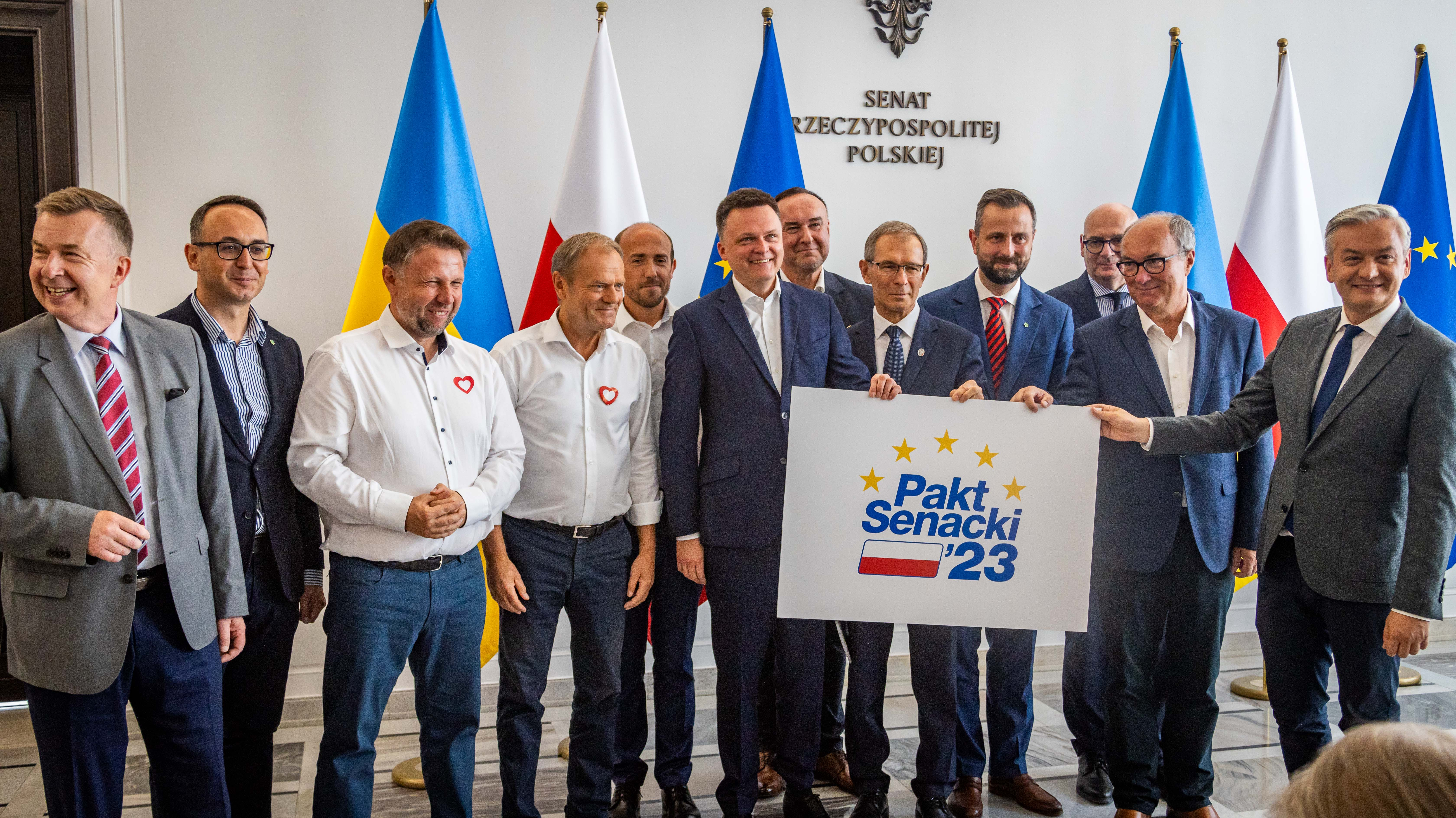
Dariusz Wieczorek (pierwszy od lewej) w trakcie ogłaszania paktu senackiego w 2023

Dariusz Krzysztof Wieczorek (ur. 23 maja 1965 w Szczecinie) – polski polityk, samorządowiec, inżynier elektryk i działacz turystyczny, wiceprezydent Szczecina (1998–2001), poseł na Sejm IX i X kadencji (od 2019), wiceprzewodniczący Nowej Lewicy (od 2021), minister nauki w trzecim rządzie Donalda Tuska (2023–2025).

## Życiorys
Absolwent I Liceum Ogólnokształcącego im. Marii Skłodowskiej-Curie w Szczecinie. Ukończył studia na Wydziale Elektrycznym Politechniki Szczecińskiej. Podczas nauki należał do Zrzeszenia Studentów Polskich. Kształcił się podyplomowo na kierunkach organizacja i zarządzanie gospodarką turystyczną oraz prawo administracyjne i samorządowe.
Pracował w różnych instytucjach turystycznych, m.in. jako dyrektor oddziału w Fundacji „Almatur” i w Centralnym Ośrodku Informacji Turystycznej, a także jako dyrektor generalny Regionalnej Agencji Promocji Turystyki. Był prezesem zarządu Energetyki Szczecińskiej, członkiem zarządu spółki akcyjnej Enea, a także dyrektorem oddziału przedsiębiorstwa ENEA Operator.
Zaangażował się w działalność polityczną w ramach Sojuszu Lewicy Demokratycznej. Objął funkcję przewodniczącego jego zachodniopomorskich struktur, a w 2016 wiceprzewodniczącego krajowego partii. Od 1994 do 2002 zasiadał w radzie miejskiej Szczecina. W latach 1998–2001 sprawował funkcję wiceprezydenta miasta, odpowiedzialnego za kwestie rozwoju gospodarczego miasta i gospodarki terenami. W związku z pełnieniem tego urzędu, zostały mu (jak i pozostałym członkom zarządu miasta) przedstawione zarzuty niedopełnienia obowiązków i narażenia miasta na znaczne straty materialne z powodu zerwania umowy z firmą mającą wybudować w Szczecinie hipermarket. 5 lipca 2007 sąd rejonowy skazał go na karę dwóch lat pozbawienia wolności z warunkowym zawieszeniem jej wykonania na pięcioletni okres próby. Sąd ten orzekł także grzywnę, zakaz zajmowania określonych stanowisk w administracji publicznej oraz zobowiązanie do naprawienia szkody. W 2008 sąd odwoławczy uchylił w całości orzeczenie sądu I instancji, przekazując sprawę do ponownego rozpoznania. W grudniu 2009 ponownie rozpatrujący tę sprawę sąd uniewinnił go od stawianych mu zarzutów. W 2002, 2010 i 2014 Dariusz Wieczorek uzyskiwał mandat radnego sejmiku zachodniopomorskiego II, IV i V kadencji (w 2006 i 2018 nie wybierano go ponownie). W 2009 bezskutecznie ubiegał się o mandat europosła. W 2011 i 2015 bez powodzenia kandydował do Sejmu.
W wyborach parlamentarnych w 2019 został wybrany na posła na Sejm RP IX kadencji w okręgu szczecińskim (zdobył 24 924 głosy). W Sejmie został członkiem Komisji Gospodarki Morskiej i Żeglugi Śródlądowej oraz Komisji do Spraw Energii, Klimatu i Aktywów Państwowych, a także sekretarzem klubu parlamentarnego Lewicy. W październiku 2021 wybrany na wiceprzewodniczącego powstałej z przekształcenia SLD Nowej Lewicy. W wyborach w 2023 z powodzeniem ubiegał się o poselską reelekcję, uzyskując 15 378 głosów.
12 grudnia 2023 Sejm X kadencji wybrał go na urząd ministra nauki w trzecim rządzie Donalda Tuska. Następnego dnia został przez prezydenta RP Andrzeja Dudę powołany na to stanowisko. W styczniu 2024 został powołany przez prezydenta w skład Rady Dialogu Społecznego.
W grudniu 2024 dziennikarze Wirtualnej Polski opublikowali kilka tekstów wskazujących na kontrowersyjne i budzące wątpliwości działania ministra. W artykule z 5 grudnia zarzucili Dariuszowi Wieczorkowi wykorzystywanie swojej pozycji w celu zapewnieniu korzyści zawodowych swojej żonie (będącej pracownikiem naukowym na Uniwersytecie Szczecińskim), m.in. poprzez zmianę regulaminu uniwersytetu czy podwyżkę dla rektora uczelni. Minister uznał tekst za atak na jego rodzinę, wskazując też, że zmiana regulaminu nie miała związku z opisywaną sprawą. W tekście z 12 grudnia dziennikarze opisali sprawę ujawnienia danych osobowych sygnalistki pomimo jej sprzeciwu. Dariusz Wieczorek w odpowiedzi na zarzuty stwierdził, że resort postępował zgodnie z prawem, a sprawa nie dotyczyła sygnalistki, gdyż przepisy regulujące sytuację sygnalistów jeszcze nie weszły w życie. Minister wykluczył także swoją dymisję. 16 grudnia również na łamach WP podano informację o nieprawdziwym oświadczeniu majątkowym Dariusza Wieczorka. Według ustaleń dziennikarzy nie wpisał w nim prawidłowo dwuhektarowej działki (użył metrów kwadratowych zamiast hektarów) oraz pominął warte kilkadziesiąt tysięcy złotych miejsce postojowe. Minister przeprosił publicznie za te błędy.
W następstwie tej sprawy Donald Tusk zapowiedział wyciągnięcie konsekwencji. Również 16 grudnia 2024 rezygnację złożyła rzeczniczka resortu Natalia Żyto, co część komentatorów wiązała z ujawnieniem danych sygnalistki. 19 grudnia 2024 Dariusz Wieczorek zapowiedział rezygnację ze stanowiska ministra nauki. 17 stycznia 2025 został odwołany z urzędu ministra.

## Wyniki w wyborach ogólnopolskich
| Wybory | Komitet wyborczy | Komitet wyborczy                          | Organ                             | Okręg | Wynik          |
| ------ | ---------------- | ----------------------------------------- | --------------------------------- | ----- | -------------- |
| 2009   |                  | Sojusz Lewicy Demokratycznej – Unia Pracy | Parlament Europejski VII kadencji | nr 13 | 4198 (0,95%)   |
| 2011   |                  | Sojusz Lewicy Demokratycznej              | Sejm VII kadencji                 | nr 41 | 1782 (0,47%)   |
| 2015   |                  | Zjednoczona Lewica                        | Sejm VIII kadencji                | nr 41 | 8100 (2,13%)   |
| 2019   |                  | Sojusz Lewicy Demokratycznej              | Sejm IX kadencji                  | nr 41 | 24 924 (5,30%) |
| 2023   |                  | Nowa Lewica                               | Sejm X kadencji                   | nr 41 | 15 378 (2,77%) |

## Odznaczenia
- Złoty Krzyż Zasługi (2000)[37].

## Życie prywatne
Jest żonaty z Beatą Mikołajewską-Wieczorek, ma syna Błażeja. Był perkusistą zespołu Vinders.